# 2000 a filmművészetben

## Események
- február 9. – Az 50. Berlinalén mutatják be A millió dolláros hotelt, aminek rendezője Wim Wenders, társírója a U2 énekese, Bono. A film főszereplői Jeremy Davies, Mel Gibson és Milla Jovovich.
- november 18. – Michael Douglas feleségül veszi Catherine Zeta-Jones színésznőt.

## Sikerfilmek
| #  | cím                    | stúdió     | összbevétel  | észak-amerikai bevétel | gyártási költség |
| -- | ---------------------- | ---------- | ------------ | ---------------------- | ---------------- |
| 1  | Mission: Impossible 2. | Paramount  | $546 388 105 | $215 409 889           | $125 000         |
| 2  | Gladiátor              | DreamWorks | $457 640 427 | $187 705 427           | $103 000         |
| 3  | Számkivetett           | Fox        | $429 632 142 | $233 632 142           | $90 000          |
| 4  | Mi kell a nőnek?       | Paramount  | $374 111 707 | $182 811 707           | $70 000          |
| 5  | Dínó                   | Disney     | $349 822 765 | $137 748 063           | $127 500 000     |
| 6  | A Grincs               | Universal  | $345 141 403 | $260 044 825           | $123 000         |
| 7  | Apádra ütök            | Universal  | $330 444 045 | $166 244 045           | $55 000          |
| 8  | Viharzóna              | Warner     | $328 718 434 | $182 618 434           | $140 000         |
| 9  | X-Men – A kívülállók   | Fox        | $296 250 053 | $157 299 717           | $75 000          |
| 10 | Temetetlen múlt        | DreamWorks | $291 420 351 | $155 464 351           | $100 000         |

## Magyar filmek
A magyar mozikban illetve tévében bemutatott magyar filmek és magyar kooprodukciós filmek listája. Itt szerepelnek azok a filmek is, amiket csak a 2000-ben megrendezett Filmhéten lehetett látni, és később sem mutatták be máshol.
A dokumentumfilmek és rövidfilmek nincsenek a táblázatban.
| Dátum         | Cím                                       | Rendező                                                   |
| ------------- | ----------------------------------------- | --------------------------------------------------------- |
| február 1     | Csuportkép                                | Parti Dóra                                                |
| február 3     | Rosszfiúk                                 | Sas Tamás                                                 |
| február 6     | A bolond gránátalmafa                     | Mészáros Péter                                            |
| február 6     | Ponyvapotting                             | Molnár Péter, Gayer Zoltán                                |
| február 10    | Anyád! A szúnyogok                        | Jancsó Miklós                                             |
| március 2     | A mi szerelmünk                           | Pacskovszky József                                        |
| március 2     | Uristen@menny.hu                          | Kálmánchelyi Zoltán, Stefanovics Angéla, Végh Zsolt       |
| március 30    | Jadviga párnája                           | Deák Krisztina                                            |
| április 27    | Kisvilma – Az utolsó napló                | Mészáros Márta                                            |
| május 18      | Helyfoglalás, avagy a mogyorók bejövetele | Szőke András                                              |
| szeptember 21 | Nincsen nekem vágyam semmi                | Mundruczó Kornél                                          |
| október 12    | Portugál                                  | Lukáts Andor                                              |
| október 19    | Glamour                                   | Gödrös Frigyes                                            |
| október 26    | Balra a Nap nyugszik                      | Fésős András                                              |
| augusztus 17  | Solymász Tamás                            | Václav Vorlícek                                           |
| augusztus 25  | Éber álmok                                | Szöllőskei Gábor                                          |
| november 2    | A kis utazás                              | Búzás Mihály                                              |
| december 7    | A másik ember iránti féltés diadala       | Igor Buharov, Ivan Buharov, Vasile Croat, Nyolczas István |
| december 14   | Film…                                     | Surányi András                                            |
| december 14   | Meseautó                                  | Kabay Barna                                               |
| december 23   | Karácsonyi varázslat                      | Balogh Zsolt                                              |
| december 25   | József és testvérei                       | Markó Iván                                                |
| ?             | Az ember, akit kihagytak                  | Litkai Gergely, Tóth Barnabás                             |
| ?             | Eszmények nélkül nem lehet élni           | Bakos Katalin                                             |
| ?             | Életbevágó                                | Buvári Tamás                                              |
| ?             | Kelj fel, Jancsi                          | Fonyó Gergely                                             |
| ?             | Kocsmatelevízió                           | Káldy László                                              |
| ?             | A négy évszak                             | Cakó Ferenc                                               |
| ?             | Seychelles puzzle                         | Fehér Péter                                               |
| ?             | Waterlooi győzelem                        | Makk Károly                                               |
| ?             | Zsebemben sok kicsi alma van              | Sezgin Türk                                               |

## Észak-amerikai, országos bemutatók
A Box Office Mojo adatai alapján:

### Január
| Dátum  | Magyar cím             | Eredeti cím                          | Stúdió / Forgalmazó      | Rendező                                                                                                | Főszereplők                                                              | [ 7 ]  |
| Január | Január                 | Január                               | Január                   | Január                                                                                                 | Január                                                                   | Január |
| ------ | ---------------------- | ------------------------------------ | ------------------------ | --- | ------------------------------------------------------------------------ | ------ |
| 1      | Fantázia 2000          | Fantasia 2000                        | Walt Disney              | Don Hahn, Pixote Hunt, Hendel Butoy, Eric Goldberg, James Algar, Francis Glebas, Paul és Gaëtan Brizzi | James Levine, Steve Martin, Ichák Perlman, Quincy Jones                  |        |
| 7      |                        | Bulandi                              |                          | | Anil Kapoor, Rekha, Raveena Tandon, Rajinikanth                          |        |
| 7      |                        | Mela                                 | Eros Worldwide           | | Ámir Khán, Twinkle Khanna, Faisal Khan, Johny Lever                      |        |
| 7      | Árvák hercege          | The Cider House Rules                | Miramax                  | Lasse Hallström                                                                                        | Tobey Maguire, Charlize Theron, Michael Caine, Delroy Lindo              |        |
| 7      | Magnolia               | Magnolia                             | New Line Cinema          | Paul Thomas Anderson                                                                                   | Tom Cruise, Jason Robards, Julianne Moore, Philip Seymour Hoffman        |        |
| 7      | Hó hull a cédrusra     | Snow Falling on Cedars               | Universal Pictures       | Scott Hicks                                                                                            | Ethan Hawke, Max von Sydow, Yuuki Kudoo, Reeve Carney                    |        |
| 12     | Péntek esti gáz        | Next Friday                          | New Line Cinema          | Steve Carr                                                                                             | Ice Cube, Mike Epps, Justin Pierce, John Witherspoon                     |        |
| 12     |                        | The Life and Times of Hank Greenberg | Cowboy Pictures          | | Reeve Brenner, Hank Greenberg, Walter Matthau, Alan Dershowitz           |        |
| 14     | Szupernóva             | Supernova                            | Metro-Goldwyn-Mayer      | Walter Hill                                                                                            | James Spader, Peter Facinelli, Robin Tunney, Angela Bassett              |        |
| 14     | Hurrikán               | The Hurricane                        | Universal Pictures       | Jerry Jameson                                                                                          | Denzel Washington, Vicellous Shannon, Deborah Kara Unger, Liev Schreiber |        |
| 14     | Észvesztő              | Girl, Interrupted                    | Sony Pictures            | James Mangold                                                                                          | Winona Ryder, Angelina Jolie, Clea DuVall, Brittany Murphy               |        |
| 14     | Kutyám, Skip           | My Dog Skip                          | Warner Bros.             | Jay Russell                                                                                            | Frankie Muniz, Kevin Bacon, Diane Lane, Luke Wilson                      |        |
| 14     |                        | The Terrorist                        | Phaedra Cinema           | | Ayesha Dharker, K. Krishna, Sonu Sisupal, Vishwas                        |        |
| 21     | Rád vagyok kattanva    | Down to You                          | Miramax                  | Kris Isacsson                                                                                          | Freddie Prinze Jr., Julia Stiles, Selma Blair, Shawn Hatosy              |        |
| 21     |                        | Phir Bhi Dil Hai Hindustani          | Eros Worldwide           | | Sáhruh Khán, Juhi Chawla, Johny Lever, Paresh Rawal                      |        |
| 21     | Egy kapcsolat vége     | The End of the Affair                | Sony Pictures            | Neil Jordan                                                                                            | Ralph Fiennes, Julianne Moore, Stephen Rea, Heather-Jay Jones            |        |
| 21     | Angyal a lépcsőn       | Angela's Ashes                       | Paramount Pictures       | Alan Parker                                                                                            | Emily Watson, Robert Carlyle, Joe Breen, Ciaran Owens                    |        |
| 21     | Testvérbosszú          | The Boondock Saints                  | Indican Pictures         | Troy Duffy                                                                                             | Willem Dafoe, Sean Patrick Flanery, Norman Reedus, David Della Rocco     |        |
| 21     | Ilyen a boksz          | Play It to the Bone                  | Walt Disney              | Ron Shelton                                                                                            | Woody Harrelson, Antonio Banderas, Lolita Davidovich, Marie Park         |        |
| 21     | Hátsó ablak (ismétlés) | Rear Window                          | USA Films                | Alfred Hitchcock                                                                                       | James Stewart, Grace Kelly, Wendell Corey, Thelma Ritter                 |        |
| 28     | A tanú szeme           | Eye of the Beholder                  | Destination Films        | Stephan Elliott                                                                                        | Ewan McGregor, Ashley Judd, Patrick Bergin, Geneviève Bujold             |        |
| 28     | Hát nem édes?          | Isn't She Great                      | Universal Pictures       | Andrew Bergman                                                                                         | Bette Midler, Nathan Lane, Stockard Channing, David Hyde Pierce          |        |
| 28     | Ahol a grizzlyk élnek  | Grizzly Falls                        | Providence Entertainment | Stewart Raffill                                                                                        | Bryan Brown, Tom Jackson, Oliver Tobias, Richard Harris                  |        |
| 28     |                        | Restaurant                           |                          | | Adrien Brody, Elise Neal, David Moscow, Simon Baker                      |        |
| 28     |                        | Sinbad: Beyond the Veil of Mists     | Phaedra Cinema           | | Alice Amter, Clint Carmichael, Brendan Fraser, Jennifer Hale             |        |
| 28     |                        | The Cup                              | Fine Line Features       | | Orgyen Tobgyal, Neten Chokling, Jamyang Lodro, Lama Chonjor              |        |
| 28     | A nagy hajcihő         | The Big Tease                        | Warner Bros.             | Kevin Allen                                                                                            | Craig Ferguson, Chris Langham, David Rasche, Frances Fisher              |        |
| 28     |                        | Stella Does Tricks                   | Strand Releasing         | | Kelly Macdonald, James Bolam, Hans Matheson, Ewan Stewart                |        |
| 28     | Simpatico              | Simpatico                            | Fine Line Features       | Matthew Warchus                                                                                        | Nick Nolte, Jeff Bridges, Sharon Stone, Catherine Keener                 |        |
| 28     |                        | Santitos                             |                          | | Dolores Heredia, Demián Bichir, Alberto Estrella, Pedro Altamirano       |        |

### Február
| Dátum   | Magyar cím                       | Eredeti cím                                        | Stúdió / Forgalmazó         | Rendező              | Főszereplők                                                               | [ 7 ]   |
| Február | Február                          | Február                                            | Február                     | Február              | Február                                                                   | Február |
| ------- | -------------------------------- | -------------------------------------------------- | --------------------------- | -------------------- | ------------------------------------------------------------------------- | ------- |
| 4       | Sikoly 3.                        | Scream 3                                           | Dimension Films             | Wes Craven           | David Arquette, Neve Campbell, Courteney Cox, Liev Schreiber              |         |
| 4       | Zsaru pánikban                   | Gun Shy                                            | Walt Disney                 | Eric Blakeney        | Liam Neeson, Sandra Bullock, Oliver Platt, José Zúñiga                    |         |
| 4       |                                  | Knockout                                           | Independent Artists         | Lorenzo Doumani      | Sophia Adella Luke, Eduardo Yáñez, Tony Plana, Paul Winfield              |         |
| 4       |                                  | Pukar                                              | Eros Worldwide              | Rajkumar Santoshi    | Anil Kapoor, Mádhuri Díksit, Namrata Shirodkar, Om Puri                   |         |
| 4       |                                  | Gendernauts: A Journey Through Shifting Identities | First Run                   | Monika Treut         | Susan Stryker, Texas Tomboy, Annie Sprinkle, Jordi Jone                   |         |
| 11      | Tigris színre lép                | The Tigger Movie                                   | Walt Disney                 | Jun Falkenstein      | Jim Cummings, Nikita Hopkins, Ken Sansom, John Fiedler                    |         |
| 11      | Hóból is megárt a sok            | Snow Day                                           | Paramount Pictures          | Chris Koch           | Chevy Chase, Mark Webber, Schuyler Fisk, Chris Elliott                    |         |
| 11      | A part                           | The Beach                                          | Twentieth Century Fox       | Danny Boyle          | Leonardo DiCaprio, Tilda Swinton, Daniel York, Patcharawan Patarakijjanon |         |
| 11      |                                  | Trois                                              |                             | Rob Hardy            | Gary Dourdan, Kenya Moore, Gretchen Palmer, Soloman K. Smith              |         |
| 18      | Bérgyilkos a szomszédom          | The Whole Nine Yard                                | Warner Bros.                | Jonathan Lynn        | Bruce Willis, Matthew Perry, Rosanna Arquette, Michael Clarke Duncan      |         |
| 18      | Női vonalak                      | Hanging Up                                         | Sony Pictures Entertainment | Diane Keaton         | Diane Keaton, Meg Ryan, Lisa Kudrow, Walter Matthau                       |         |
| 18      | Pitch Black – 22 évente sötétség | Pitch Black                                        | USA Films                   | David Twohy          | Radha Mitchell, Cole Hauser, Vin Diesel, Keith David                      |         |
| 18      | Brókerarcok                      | Boiler Room                                        | New Line Cinema             | Ben Younger          | Giovanni Ribisi, Vin Diesel, Nia Long, Nicky Katt                         |         |
| 18      |                                  | Hey Ram                                            | Eros Worldwide              | Kamal Haasan         | Kamal Haasan, Sárukh Khán, Ráni Mukherdzsi, Hema Malini                   |         |
| 18      |                                  | Not One Less                                       | Sony Pictures Classics      | Yi-Mou Zhang         | Minzhi Wei, Huike Zhang, Zhenda Tian, Enman Gao                           |         |
| 18      |                                  | Beautiful People                                   | Trimark Pictures            | Jasmin Dizdar        | Thomas Goodridge, Faruk Pruti, Tony Peters, Dado Jehan                    |         |
| 18      |                                  | Kadosh                                             | Kino International          | Amos Gitai           | Yaël Abecassis, Yoram Hattab, Meital Berdah, Uri Klauzner                 |         |
| 23      | Wonder Boys – Pokoli hétvége     | Wonder Boys                                        | Paramount Pictures          | Curtis Hanson        | Michael Douglas, Tobey Maguire, Frances McDormand, Robert Downey Jr.      |         |
| 25      | Hulla, hó, telizsák              | Reindeer Games                                     | Miramax                     | John Frankenheimer   | Ben Affleck, Gary Sinise, Charlize Theron, James Frain                    |         |
| 25      |                                  | Judy Berlin                                        | Shooting Gallery            | Eric Mendelsohn      | Barbara Barrie, Bob Dishy, Edie Falco, Carlin Glynn                       |         |
| 25      |                                  | American Women                                     |                             | Aileen Ritchie       | Ian Hart, Sean McGinley, Niamh Cusack, Ruth McCabe                        |         |
| 25      |                                  | Brown's Requiem                                    |                             | Jason Freeland       | Michael Rooker, Big Daddy Wayne, Jack Wallace, Will Sasso                 |         |
| 25      |                                  | Claire Dolan                                       | New Yorker Films            | Lodge Kerrigan       | Katrin Cartlidge, Vincent D’Onofrio, Colm Meaney, Patrick Husted          |         |
| 25      |                                  | Mifune                                             | Sony Pictures Classics      | Søren Kragh-Jacobsen | Iben Hjejle, Anders W. Berthelsen, Jesper Asholt, Emil Tarding            |         |

### Március
| Dátum   | Magyar cím                        | Eredeti cím                       | Stúdió / Forgalmazó         | Rendező                         | Főszereplők                                                          | [ 7 ]   |
| Március | Március                           | Március                           | Március                     | Március                         | Március                                                              | Március |
| ------- | --------------------------------- | --------------------------------- | --------------------------- | ------------------------------- | -------------------------------------------------------------------- | ------- |
| 1       | 3 dobás                           | 3 Strikes                         | Metro-Goldwyn-Mayer         | DJ Pooh                         | Brian Hooks, N'Bushe Wright, Faizon Love, E-40                       |         |
| 3       | A nőfaló ufó                      | What Planet Are You From?         | Sony Pictures Entertainment | Mike Nichols                    | Garry Shandling, Annette Bening, John Goodman, Greg Kinnear          |         |
| 3       | A második legjobb dolog           | The Next Best Thing               | Paramount Pictures          | John Schlesinger                | Madonna, Rupert Everett, Benjamin Bratt, Illeana Douglas             |         |
| 3       | Dögölj meg, drága Mona!           | Drowning Mona                     | Destination Films           | Nick Gomez                      | Danny DeVito, Bette Midler, Neve Campbell, Jamie Lee Curtis          |         |
| 3       |                                   | Khauff                            | Eros Worldwide              | Sanjay Kupta                    | Szandzsaj Dutt, Manisha Koirala, Sharad S. Kapoor, Simran            |         |
| 3       | Szellemkutya                      | Ghost Dog: The Way of the Samurai | Artisan Entertainment       | Jim Jarmusch                    | Forest Whitaker, Henry Silva, John Tormey, Cliff Gorman              |         |
| 10      | A Mars-mentőakció                 | Mission to Mars                   | Walt Disney                 | Brian De Palma                  | Tim Robbins, Gary Sinise, Don Cheadle, Connie Nielsen                |         |
| 10      | A kilencedik kapu                 | The Ninth Gate                    | Artisan Entertainment       | Roman Polański                  | Johnny Depp, Frank Langella, Lena Olin, Emmanuelle Seigner           |         |
| 10      | Árvák                             | Orphans                           | Shooting Gallery            | Peter Mullan                    | Douglas Henshall, Gary Lewis, Rosemarie Stevenson, Stephen McCole    |         |
| 10      |                                   | Deterrence                        | Paramount Classics          |                                 | Kevin Pollak, Timothy Hutton, Sheryl Lee Ralph, Clotilde Courau      |         |
| 10      |                                   | X                                 | Manga Entertainment         | Rintaro                         | Szeki Tomokazu, Ivao Dzsunko, Narita Ken, Furuszava Tóru             |         |
| 10      |                                   | God's Army                        |                             | Richard Dutcher                 | Matthew A. Brown, Richard Dutcher, Jacque Gray, Jeffrey Scott Kelly  |         |
| 15      |                                   | Cotton Mary                       | Artistic License            | Ismail Merchant, Madhur Jaffrey | Greta Scacchi, Madhur Jaffrey, James Wilby, Sarah Badel              |         |
| 17      | Erin Brockovich – Zűrös természet | Erin Brockovich                   | Universal Pictures          | Steven Soderbergh               | Julia Roberts, Albert Finney, David Brisbin, Dawn Didawick           |         |
| 17      | Végső állomás                     | Final Destination                 | New Line Cinema             | James Wong                      | Devon Sawa, Ali Larter, Kerr Smith, Kristen Cloke                    |         |
| 17      | Téli alvók                        | Winterschläfer                    | WinStar Cinema              | Tom Tykwer                      | Ulrich Matthes, Marie-Lou Sellem, Floriane Daniel, Heino Ferch       |         |
| 17      |                                   | Soft Fruit                        |                             | Christina Andreef               | Jeanie Drynan, Linal Haft, Russell Dykstra, Geneviève Lemon          |         |
| 22      | Öld meg Rómeót!                   | Romeo Must Die                    | Warner Bros.                | Andrzej Bartkowiak              | Jet Li, Aaliyah, Isaiah Washington, Russell Wong                     |         |
| 22      | Szerelmem szelleme                | Waking the Dead                   | USA Films                   | Keith Gordon                    | Billy Crudup, Bill Haugland, Nelson Landrieau, Ivonne Coll           |         |
| 24      | Kerül, amibe kerül                | Whatever It Takes                 | Sony Pictures Entertainment | David Raynr                     | Shane West, Marla Sokoloff, Jody Lyn O'Keefe, Manu Intiraymi         |         |
| 24      | Itt a földön                      | Here on Earth                     | 20th Century Studios        | Mark Piznarski                  | Chris Klein, Leelee Sobieski, Josh Hartnett, Michael Rooker          |         |
| 24      |                                   | Such a Long Journey               | Sony Pictures Entertainment | Sturla Gunnarsson               | Roshan Seth, Soni Razdan, Om Puri, Naseeruddin Shah                  |         |
| 24      |                                   | Buddy Boy                         | Fine Line Features          | Mark Hanlon                     | Aidan Gillen, Emmanuelle Seigner, Susan Tyrrell, Mark Boone Junior   |         |
| 24      | Lázadj!                           | Strike!                           |                             | Sarah Kernochan                 | Kirsten Dunst, Lynn Redgrave, Gaby Hoffmann, Rachael Leigh Cook      |         |
| 29      |                                   | The Filth and the Fury            | Fine Line Features          | Julien Temple                   | Paul Cook, Steve Jones, John Lydon, Glen Matlock                     |         |
| 29      |                                   | Long Night's Journey Into Day     | Seventh Art Releasing       | Deborah Hoffmann, Frances Reid  | Mary Burton, Pumla Gobodo-Madikizela, Mongezi Manqina, Thapelo Mbelo |         |
| 31      | Irány Eldorádó                    | The Road to El Dorado             | DreamWorks                  | Bibo Bergeron, Will Finn        | Kevin Kline, Kenneth Branagh, Rosie Perez, Armand Assante            |         |
| 31      | Koponyák                          | The Skulls                        | Universal Pictures          | Rob Cohen                       | Joshua Jackson, Paul Walker, Hill Harper, Leslie Bibb                |         |
| 31      | Pop, csajok satöbbi               | High Fidelity                     | Walt Disney                 | Stephen Frears                  | John Cusack, Iben Hjejle, Todd Louiso, Jack Black                    |         |
| 31      | Mindhalálig bunyós                | Price of Glory                    | New Line Cinema             | Carlos Avila                    | Jimmy Smits, Maria del Mar, Jon Seda, Clifton Collins Jr.            |         |
| 31      |                                   | Pups                              | Monarch                     | Ash Baron-Cohen                 | Mischa Barton, Cameron Van Hoy, Burt Reynolds, Adam Farrar           |         |
| 31      |                                   | The Color of Paradise             | Sony Pictures Classics      | Majid Majidi                    | Hossein Mahjoub, Mohsen Ramezani, Salameh Feyzi, Farahnaz Safari     |         |

### Április
| Dátum   | Magyar cím                               | Eredeti cím                        | Stúdió / Forgalmazó         | Rendező               | Főszereplők                                                               | [ 7 ]   |
| Április | Április                                  | Április                            | Április                     | Április               | Április                                                                   | Április |
| ------- | ---------------------------------------- | ---------------------------------- | --------------------------- | --------------------- | ------------------------------------------------------------------------- | ------- |
| 7       | A bevetés szabályai                      | Rules of Engagement                | Paramount Pictures          | William Friedkin      | Tommy Lee Jones, Samuel L. Jackson, Guy Pearce, Ben Kingsley              |         |
| 7       | Ha szorít a szorító                      | Ready to Rumble                    | Warner Bros.                | Brian Robbins         | David Arquette, Oliver Platt, Scott Caan, Bill Goldberg                   |         |
| 7       | Szívedbe zárva                           | Return to Me                       | Metro-Goldwyn-Mayer         | Bonnie Hunt           | David Duchovny, Minnie Driver, Carroll O’Connor, Robert Loggia            |         |
| 7       |                                          | Black and White                    | Sony Pictures Entertainment | James Toback          | Ben Stiller, Allan Houston, Claudia Schiffer, Scott Caan                  |         |
| 7       |                                          | Southpaw                           | Shooting Gallery            | Liam McGrath          | Francis Barrett, Chick Gillen, Tom Humphries, Colum Flynn                 |         |
| 7       |                                          | Me Myself I                        | Sony Pictures Classics      | Pip Karmel            | Rachel Griffiths, David Roberts, Sandy Winton, Yael Stone                 |         |
| 7       |                                          | East/West                          | Sony Pictures Classics      | Régis Wargnier        | Oleg Menshikov, Sandrine Bonnaire, Catherine Deneuve, Sergey Bodrov       |         |
| 7       |                                          | Joe Gould's Secret                 | USA Films                   | Stanley Tucci         | Ian Holm, Stanley Tucci, Hope Davis, Sarah Hyland                         |         |
| 14      | 28 nap                                   | 28 Days                            | Sony Pictures Entertainment | Betty Thomas          | Sandra Bullock, Viggo Mortensen, Dominic West, Elizabeth Perkins          |         |
| 14      | Ég velünk!                               | Keeping the Faith                  | Walt Disney                 | Edward Norton         | Ben Stiller, Edward Norton, Jenna Elfman, Anne Bancroft                   |         |
| 14      | Pénzt és életet!                         | Where the Money Is                 | USA Films                   | Marek Kanievska       | Paul Newman, Linda Fiorentino, Dermot Mulroney, Susan Barnes              |         |
| 14      | Amerikai pszichó                         | American Psycho                    | Lionsgate                   | Morgan J. Freeman     | Christian Bale, Justin Theroux, Josh Lucas, Bill Sage                     |         |
| 14      |                                          | Hadh Kar Di Aapne                  | Eros Worldwide              | Manoj Agrawal         | Govinda, Ráni Mukherdzsi, Johny Lever, Paresh Rawal                       |         |
| 14      | A Kelet az Kelet                         | East Is East                       | Miramax                     | Damien O’Donnell      | Om Puri, Linda Bassett, Jordan Routledge, Archie Panjabi                  |         |
| 14      |                                          | Set Me Free                        | Artistic License            | Léa Pool              | Karine Vanasse, Pascale Bussières, Predrag Manojlovic, Alexandre Mérineau |         |
| 14      |                                          | The Girl Next Door                 | Indican Pictures            | Christine Fugate      | Stacy Valentine, Jack Gallagher, Russell Hampshire, Veronica Hart         |         |
| 21      | U–571                                    | U-571                              | Universal Pictures          | Jonathan Mostow       | Matthew McConaughey, Bill Paxton, Harvey Keitel, Jon Bon Jovi             |         |
| 21      | Pletyka                                  | Gossip                             | Warner Bros.                | Davis Guggenheim      | James Marsden, Lena Headey, Norman Reedus, Kate Hudson                    |         |
| 21      |                                          | Love & Basketball                  | New Line Cinema             | Gina Prince-Bythewood | Sanaa Lathan, Omar Epps, Glenndon Chatman, Jess Willard                   |         |
| 21      |                                          | The Other Conquest                 |                             | Salvador Carrasco     | Damián Delgado, José Carlos Rodríguez, Elpidia Carrillo, Iñaki Aierra     |         |
| 21      | A krupié                                 | Croupier                           |                             | Mike Hodges           | Clive Owen, Nick Reding, Nicholas Ball, Alexander Morton                  |         |
| 21      | Öngyilkos szüzek                         | The Virgin Suicides                | Paramount Classics          | Sofia Coppola         | Kirsten Dunst, Josh Hartnett, James Woods, Kathleen Turner                |         |
| 21      |                                          | The Last September                 | Trimark Pictures            | Deborah Warner        | Michael Gambon, Tom Hickey, Keeley Hawes, David Tennant                   |         |
| 28      | A Flintstone család 2. – Viva Rock Vegas | The Flintstones in Viva Rock Vegas | Universal Pictures          | Brian Levant          | Mark Addy, Stephen Baldwin, Kristen Johnston, Jane Krakowski              |         |
| 28      | Frekvencia                               | Frequency                          | New Line Cinema             | Gregory Hoblit        | Dennis Quaid, James Caviezel, Shawn Doyle, Elizabeth Mitchell             |         |
| 28      | Ahol a szív lakik                        | Where the Heart Is                 | 20th Century Fox            | Matt Williams         | Natalie Portman, James Frain, Ashley Judd, Stockard Channing              |         |
| 28      | Tuti seft                                | The Big Kahuna                     | Lionsgate                   | John Swanbeck         | Kevin Spacey, Danny DeVito, Peter Facinelli, Paul Dawson                  |         |
| 28      | Timecode                                 | Timecode                           | Sony Pictures               | Mike Figgis           | Jeanne Tripplehorn, Stellan Skarsgård, Salma Hayek, Xander Berkeley       |         |
| 28      | Férjfogó                                 | Committed                          | Miramax                     | Lisa Krueger          | Heather Graham, Casey Affleck, Luke Wilson, Goran Višnjić                 |         |
| 28      |                                          | Bossa Nova                         | Sony Pictures Entertainment | Bruno Barreto         | Amy Irving, Antônio Fagundes, Alexandre Borges, Débora Bloch              |         |

### Május
| Dátum | Magyar cím                         | Eredeti cím                      | Stúdió / Forgalmazó         | Rendező                            | Főszereplők                                                          | [ 7 ] |
| Május | Május                              | Május                            | Május                       | Május                              | Május                                                                | Május |
| ----- | ---------------------------------- | -------------------------------- | --------------------------- | ---------------------------------- | -------------------------------------------------------------------- | ----- |
| 5     | Gladiátor                          | Gladiator                        | DreamWorks                  | Ridley Scott                       | Russell Crowe, Joaquin Phoenix, Connie Nielsen, Oliver Reed          |       |
| 5     | Álom Afrikáról                     | I Dreamed of Africa              | Sony Pictures Entertainment | Hugh Hudson                        | Kim Basinger, Vincent Pérez, Liam Aiken, Garrett Strommen            |       |
| 5     | Gyilkosság a villában              | Up at the Villa                  | USA Films                   | Philip Haas                        | Kristin Scott Thomas, Sean Penn, Anne Bancroft, James Fox            |       |
| 5     |                                    | Luminarias                       |                             | José Luis Valenzuela               | Evelina Fernández, Scott Bakula, Cheech Marin, Robert Beltran        |       |
| 5     |                                    | Michael Jordan to the Max        | IMAX                        | Don Kempf, James D. Stern          | Michael Jordan, Phil Jackson, Doug Collins, Bob Greene               |       |
| 5     |                                    | Chal Mere Bhai                   | Eros Worldwide              | Deepak Shivdasani, David Dhawan    | Szandzsaj Dutt, Szalmán Hán, Karisma Kapoor, Dalip Tahil             |       |
| 5     | Cirque du Soleil – A sors cirkusza | Cirque du Soleil: Journey of Man | Sony Pictures Classics      | Keith Melton                       | Ian McKellen, Nicky Dewhurst, Brian Dewhurst, Ana Karagy             |       |
| 5     |                                    | Human Traffic                    | Miramax                     |                                    | John Simm, Lorraine Pilkington, Shaun Parkes, Nicola Reynolds        |       |
| 12    | Háború a Földön                    | Battlefield Earth                | Warner Bros.                | Roger Christian                    | John Travolta, Forest Whitaker, Barry Pepper, Kim Coates             |       |
| 12    | Kutyaütők                          | Screwed                          | Universal Pictures          | Scott Alexander, Larry Karaszewski | Norm MacDonald, Dave Chappelle, Elaine Stritch, Danny DeVito         |       |
| 12    |                                    | Center Stage                     | Sony Pictures Entertainment | NIcholas Hytner                    | Amanda Schull, Ethan Stiefel, Sascha Radetsky, Christine Dunham      |       |
| 12    | Botcsinálta túsz                   | Held Up                          | Trimark Pictures            | Steve Rash                         | Jamie Foxx, Nia Long, Barry Corbin, John Cullum                      |       |
| 12    |                                    | Hamlet                           | Miramax                     | Michael Almereyda                  | Ethan Hawke, Kyle MacLachlan, Diane Venora, Sam Shepard              |       |
| 12    |                                    | Coming Soon                      |                             | Colette Burson                     | Bonnie Root, Gaby Hoffmann, Tricia Vessey, James Roday Rodriguez     |       |
| 19    | Dínó                               | Dinosaur                         | Walt Disney                 | Eric Leighton, Ralph Zondag        | D. B. Sweeney, Julianna Margulies, Samuel E. Wright, Alfre Woodard   |       |
| 19    | Cool túra                          | Road Trip                        | DreamWorks                  | Todd Phillips                      | Breckin Meyer, Seann William Scott, Amy Smart, Paulo Costanzo        |       |
| 19    | Süti, nem süti                     | Small Time Crooks                | DreamWorks                  | Woody Allen                        | Woody Allen, Tracey Ullman, Hugh Grant, Carolyn Saxon                |       |
| 24    | Mission: Impossible 2.             | Mission: Impossible II           | Paramount Pictures          | John Woo                           | Tom Cruise, Dougray Scott, Thandiwe Newton, Ving Rhames              |       |
| 26    | Jackie Chan: Új csapás             | Shanghai Noon                    | Walt Disney                 | Tom Dey                            | Jackie Chan, Owen Wilson, Lucy Liu, Brandon Merrill                  |       |
| 26    | Ébren álmodó                       | Passion of Mind                  | Paramount Classics          | Alain Berliner                     | Demi Moore, Eloise Eonnet, Hadrian Dagannaud-Brouard, Chaya Cuénot   |       |
| 26    |                                    | 8 ½ Women                        | Lionsgate                   | Peter Greenaway                    | John Standing, Matthew Delamere, Vivian Wu, Toni Collette            |       |
| 26    |                                    | Better Living Through Circuitry  | Seventh Art Releasing       | Jon Reiss                          | Moby, Lord T. Byron, McGuinnes, Lady Galore                          |       |
| 26    | Kikudzsiró nyara                   | Kikujiro                         | Sony Pictures Classics      | Kitano Takesi                      | Kitano Takesi, Szekigucsi Júszuke, Kisimoto Kajoko, Guréto Gidayú    |       |
| 26    |                                    | Hum To Mohabbat Karega           | Eros Worldwide              | Kundan Shah                        | Karisma Kapoor, Bobby Deol, Rohit Roy, Sadashiv Amrapurkar           |       |
| 31    |                                    | Grass                            |                             | Ron Mann                           | Woody Harrelson, Harry J. Anslinger, George H. W. Bush, Cab Calloway |       |

### Június
| Dátum  | Magyar cím                  | Eredeti cím                                          | Stúdió / Forgalmazó         | Rendező                              | Főszereplők                                                                 | [ 7 ]  |
| Június | Június                      | Június                                               | Június                      | Június                               | Június                                                                      | Június |
| ------ | --------------------------- | ---------------------------------------------------- | --------------------------- | ------------------------------------ | --------------------------------------------------------------------------- | ------ |
| 2      | Gagyi mami                  | Big Momma's House                                    | 20th Century Fox            | Raja Gosnell                         | Martin Lawrence, Nia Long, Paul Giamatti, Jascha Washington                 |        |
| 2      | Szabad, mint a szél         | Running Free                                         | Sony Pictures Entertainment | Sergey Bodrov                        | Chase Moore, Maria Geelbooi, Arie Verveen, Jan Decleir                      |        |
| 2      | Kisvárosi álmodozó          | New Waterford Girl                                   | Odeon                       | Allan Moyle                          | Liane Balaban, Tara Spencer-Nairn, Mary Walsh, Nicholas Campbell            |        |
| 9      | Tolvajtempó                 | Gone in 60 Seconds                                   | Walt Disney                 | Dominic Sena                         | Nicolas Cage, Angelina Jolie, Giovanni Ribisi, T. J. Cross                  |        |
| 9      |                             | Josh                                                 | Eros Worldwide              |                                      | Sáhruh Khán, Aisvarja Rai, Chandrachur Singh, Sharad S. Kapo                |        |
| 9      | Trend                       | Groove                                               | Sony Pictures Entertainment | Greg Harrison                        | Chris Ferreira, Mackenzie Firgens, Elizabeth Shue, Steve Van Wormer         |        |
| 9      |                             | American Pimp                                        | Seventh Art Releasing       |                                      | John S. Dickson, Antonio Fargas, Heidi Fleiss, L. Hammond                   |        |
| 9      | Lóvátett lovagok            | Love's Labour's Lost                                 | Miramax                     | Kenneth Branagh                      | Alessandro Nivola, Alicia Silverstone, Natascha McElhone, Kenneth Branagh   |        |
| 9      | Tízparancsolat              | Dekalog                                              | New Yorker Films            |                                      | Artur Barcis, Olgierd Łukaszewicz, Olaf Lubaszenko, Aleksander Bardini      |        |
| 9      |                             | Catfish in Black Bean Sauce                          |                             |                                      | Chi Muoi Lo, Sanaa Lathan, Paul Winfield, Mary Alice                        |        |
| 16     | Titán – Időszámításunk után | Titan A.E.                                           | 20th Century Fox            | Don Bluth, Gary Goldman, Art Vitello | Matt Damon, Drew Barrymore, Bill Pullman, Jim Breuer                        |        |
| 16     | Shaft                       | Shaft                                                | Paramount Pictures          | John Singleton                       | Samuel L. Jackson, Vanessa L. Williams, Christian Bale, Jeffrey Wright      |        |
| 16     | Pasik és csajok             | Boys and Girls                                       | Dimension Films             | Robert Iscove                        | Freddie Prinze Jr., Claire Forlani, Brendon Ryan Barrett, Gay Thomas Wilson |        |
| 16     |                             | Jesus' Son                                           | Lionsgate                   | Denis Johnson                        | Billy Crudup, Robert Michael Kelly, Torben Brooks, Dierdre Lewis            |        |
| 16     |                             | Butterfly                                            | Miramax                     | Doug Wolens                          | Manuel Lozano, Fernando Fernán Gómez, Uxía Blanco, Gonzalo Uriarte          |        |
| 16     | A megtalált idő             | Le temps retrouvé, d'après l'oeuvre de Marcel Proust | Kino International          | Raoul Ruiz                           | Catherine Deneuve, Emmanuelle Béart, Vincent Pérez, John Malkovich          |        |
| 23     | Én és én meg az Irén        | Me Myself & Irene                                    | 20th Century Fox            | Bobby Farrelly, Peter Farrelly       | Jim Carrey, Renée Zellweger, Anthony Anderson, Mongo Brownlee               |        |
| 23     | Csibefutam                  | Chicken Run                                          | DreamWorks                  | Peter Lord, Nick Park                | Mel Gibson, Julia Sawalha, Phil Daniels, Lynn Ferguson                      |        |
| 23     |                             | Boricua's Bond                                       | USA Films                   | Val Lik                              | Frankie Negron, Val Lik, Ramses Ignacio, Jorge Gautier                      |        |
| 28     | A hazafi                    | The Patriot                                          | Sony Pictures Entertainment | Roland Emmerich                      | Mel Gibson, Heath Ledger, Joely Richardson, Jason Isaacs                    |        |
| 30     | Viharzóna                   | The Perfect Storm                                    | Warner Bros.                | Wolfgang Petersen                    | George Clooney, Mark Wahlberg, John C. Reilly, Diane Lane                   |        |
| 30     | Rocky és Bakacsin kalandjai | The Adventures of Rocky & Bullwinkle                 | Universal Pictures          | Des McAnuff                          | Robert De Niro, Rene Russo, Piper Perabo, Jason Alexander                   |        |
| 30     |                             | Trixie                                               | Sony Pictures Entertainment | Alan Rudolph                         | Emily Watson, Dermot Mulroney, Nick Nolte, Nathan Lane                      |        |
| 30     |                             | Praise                                               | Strand Releasing            | John Curran                          | Peter Fenton, Sacha Horler, Marta Dusseldorp, Ray Bull                      |        |
| 30     |                             | Ran (újrabemutatás)                                  | Wellspring Media            | Kuroszava Akira                      | Nakadai Tacuja, Terao Akira, Nezu Dzsinpacsi, Rjú Daiszuke                  |        |
| 30     |                             | The Boys in the Band (újrabemutatás)                 | Hollywood Classics          | William Friedkin                     | Kenneth Nelson, Peter White, Leonard Frey, Frederick Combs                  |        |
| 30     |                             | Refugee                                              | Yash Raj Films              | J. P. Dutta                          | Jackie Shroff, Suniel Shetty, Abhisek Baccsan, Kareena Kapoor               |        |

### Július
| Dátum  | Magyar cím                                             | Eredeti cím                          | Stúdió / Forgalmazó         | Rendező                          | Főszereplők                                                     | [ 7 ]  |
| Július | Július                                                 | Július                               | Július                      | Július                           | Július                                                          | Július |
| ------ | ------------------------------------------------------ | ------------------------------------ | --------------------------- | -------------------------------- | --------------------------------------------------------------- | ------ |
| 7      | Horrorra akadva, avagy tudom, kit ettél tavaly nyárson | Scary Movie                          | Miramax                     | Keenen Ivory Wayans              | Anna Faris, Jon Abrahams, Marlon Wayans, Carmen Electra         |        |
| 7      | A kölyök                                               | The Kid                              | Walt Disney                 | Jon Turteltaub                   | Bruce Willis, Spencer Breslin, Emily Mortimer, Lily Tomlin      |        |
| 7      |                                                        | Shower                               | Sony Pictures Entertainment | Yang Zhang                       | Jiayi Du, Zheng Fang, Bing He, Wu Jiang                         |        |
| 7      | Mentsd meg a pom-pomlányt!                             | But I'm a Cheerleader                | Lionsgate                   | Jamie Babbit                     | Natasha Lyonne, Clea DuVall, Michelle Williams, Brandt Wille    |        |
| 7      | Véresen egyszerű (ismétlés)                            | Blood Simple                         | USA Films                   | Coen testvérek                   | John Getz, Frances McDormand, Dan Hedaya, M. Emmet Walsh        |        |
| 7      | A hangos revolverek városa                             | All the Rage                         | Silver Nitrate              | James D. Stern                   | Joan Allen, Jeff Daniels, Robert Forster, Andre Braugher        |        |
| 14     | X-Men – A kívülállók                                   | X-Men                                | 20th Century Fox            | Bryan Singer                     | Patrick Stewart, Hugh Jackman, Ian McKellen, Famke Janssen      |        |
| 14     |                                                        | Jungle                               | Eros Worldwide              | Ram Gopal Varma                  | Suniel Shetty, Fardeen Khan, Urmila Matondkar, Sushant Singh    |        |
| 14     |                                                        | Chuck & Buck                         | Artisan Entertainment       | Miguel Arteta                    | Mike White, Chris Weitz, Lupe Ontiveros, Beth Colt              |        |
| 14     |                                                        | Shadow Hours                         |                             | Isaac H. Eaton                   | Balthazar Getty, Peter Weller, Rebecca Gayheart, Peter Greene   |        |
| 14     |                                                        | The Big Blue                         | IDP Distribution            | Luc Besson                       | Jean-Marc Barr, Jean Reno, Rosanna Arquette, Paul Shenar        |        |
| 14     |                                                        | The Five Senses                      | Fine Line Features          | Jeremy Podeswa                   | Molly Parker, Gabrielle Rose, Elize Frances Stolk, Nadia Litz   |        |
| 14     |                                                        | Immortality                          | Miramax                     | Po-Chih Leong                    | Jude Law, Elina Löwensohn, Timothy Spall, Jack Davenport        |        |
| 21     | Temetetlen múlt                                        | What Lies Beneath                    | DreamWorks                  | Robert Zemeckis                  | Harrison Ford, Michelle Pfeiffer, Katharine Towne, Miranda Otto |        |
| 21     | Pokémon 2.: Bízz az erőben!                            | Pokémon: the Movie 2000              | Warner Bros.                | Michael Haigney, Jujama Kunihiko | Veronica Taylor, Macumoto Rika, Ótani Ikue, Isizuka Unsó        |        |
| 21     | Lúzer                                                  | Loser                                | Sony Pictures Entertainment | Amy Heckerling                   | Jason Biggs, Mena Suvari, Zak Orth, Thomas Sadoski              |        |
| 21     | Veszélyes körök                                        | The in Crowd                         | Warner Bros.                | Mary Lambert                     | Lori Heuring, Susan Ward, Matthew Settle, Nathan Bexton         |        |
| 21     |                                                        | Benjamin Smoke                       | Cowboy Pictures             | Peter Sillen, Jem Cohen          | Benjamin Dickerson, Tim Campion, Brian Halloran, Coleman Lewis  |        |
| 21     |                                                        | Du rififi chez les hommes (ismétlés) | Rialto Pictures             | Jules Dassin                     | Jean Servais, Carl Möhner, Robert Manuel, Janine Darcey         |        |
| 21     |                                                        | The Eyes of Tammy Faye               | Lionsgate                   | Fenton Bailey, Randy Barbato     | RuPaul, Tammy Faye Bakker, Virginia Fairchild, Johnny Grover    |        |
| 21     |                                                        | Alice et Martin                      | USA Films                   | André Téchiné                    | Juliette Binoche, Alexis Loret, Mathieu Amalric, Carmen Maura   |        |
| 26     |                                                        | Thomas and the Magic Railroad        | Destination Films           | Britt Allcroft                   | Alec Baldwin, Cody McMains, Russell Means, Peter Fonda          |        |
| 28     | Bölcsek kövére 2. – A Klump család                     | Nutty Professor II: The Klumps       | Universal Pictures          | Peter Segal                      | Eddie Murphy, Janet Jackson, Larry Miller, John Ales            |        |
| 28     | Lány a hídon                                           | La fille sur le pont                 | Paramount Classics          | Patrice Leconte                  | Hugo Haas, Beverly Michaels, Robert Dane, Anthony Jochim        |        |
| 28     |                                                        | Wonderland                           | USA Films                   | Michael Winterbottom             | Shirley Henderson, Gina McKee, Molly Parker, Ian Hart           |        |
| 28     |                                                        | The Wind Will Carry Us               | New Yorker Films            | Abbas Kiarostami                 | Behzad Dorani, Noghre Asadi, Roushan Karam Elmi, Bahman Ghobadi |        |

### Augusztus
| Dátum     | Magyar cím                 | Eredeti cím                           | Stúdió / Forgalmazó         | Rendező           | Főszereplők                                                                  | [ 7 ]     |
| Augusztus | Augusztus                  | Augusztus                             | Augusztus                   | Augusztus         | Augusztus                                                                    | Augusztus |
| --------- | -------------------------- | ------------------------------------- | --------------------------- | ----------------- | ---------------------------------------------------------------------------- | --------- |
| 4         | Árnyék nélkül              | Hollow Man                            | Sony Pictures Entertainment | Paul Verhoeven    | Kevin Bacon, Elisabeth Shue, Josh Brolin, Kim Dickens                        |           |
| 4         | Űrcowboyok                 | Space Cowboys                         | Warner Bros.                | Clint Eastwood    | Clint Eastwood, Tommy Lee Jones, Donald Sutherland, James Garner             |           |
| 4         | Sakáltanya                 | Coyote Ugly                           | Walt Disney                 | David McNally     | Piper Perabo, Adam Garcia, John Goodman, Maria Bello                         |           |
| 4         | Mambómánia                 | Mad About Mambo                       | USA Films                   | John Forte        | William Ash, Maclean Stewart, Tim Loane, Russell Smith                       |           |
| 4         |                            | Har Dil Jo Pyar Karega...             | Eros Worldwide              |                   | Szalmán Hán, Príti Zinta, Ráni Mukherdzsi, Rajeev Verma                      |           |
| 4         | Fűbenjáró bűn              | Saving Grace                          | Fine Line Features          | Nigel Cole        | Brenda Blethyn, Craig Ferguson, Martin Clunes, Tchéky Karyo                  |           |
| 4         |                            | The Tic Code                          | Lionsgate                   | Gary Winick       | Christopher Rodriguez Marquette, Polly Draper, Carol Kane, Desmond Robertson |           |
| 4         |                            | The Tao of Steve                      | Sony Pictures Classics      | Jenniphr Goodman  | Donal Logue, Ayelet Kaznelson, John Hines, John Harrington Bland             |           |
| 4         | Tengerparti diliparti      | Psycho Beach Party                    | Strand Releasing            | Robert Lee King   | Laureen Ambrose, Nicholas Brendon, Thomas Gibson, Kimberley Davies           |           |
| 4         | Szülő ellen nincs orvosság | Better Living                         | Cowboy Pictures             | Max Mayer         | Scott Cohen, Olympia Dukakis, Jamie Gonzalez, Roy Scheider                   |           |
| 4         |                            | Margaret Cho: I'm the One That I Want |                             | Lionel Coleman    | Margaret Cho                                                                 |           |
| 11        | A cserecsapat              | The Replacements                      | Warner Bros.                | Howard Deutch     | Keanu Reeves, Gene Hackman, Brooke Langton, Orlando Jones                    |           |
| 11        | Áldott a gyermek           | Bless the Child                       | Paramount Pictures          | Chuck Russell     | Kim Basinger, Jimmy Smits, Rufus Sewell, Holliston Coleman                   |           |
| 11        | Ősz New Yorkban            | Autumn in New York                    | Metro-Goldwyn-Mayer         | Joan Chen         | Richard Gere, Winona Ryder, Anthony LaPaglia, Elaine Stritch                 |           |
| 11        | Csapd le, csimpánz!        | MVP: Most Valuable Primate            |                             | Robert Vince      | Kevin Zegers, Jamie Renée Smith, Oliver Muirhead, Rick Ducommun              |           |
| 11        |                            | Dhadkan                               | Eros Worldwide              | Ratan Jain        | Akshay Kumar, Shilpa Shetty Kundra, Suniel Shetty, Mahima Chaudhry           |           |
| 11        | Cecil B. Demented          | Cecil B. Demented                     | Artisan Entertainment       | John Waters       | Melanie Griffith, Stephen Dorff, Alicia Witt, Adrian Grenier                 |           |
| 11        |                            | Aimée & Jaguar                        | Zeitgeist Films             | Max Färberböck    | Maria Schrader, Juliane Köhler, Johanna Wokalek, Heike Makatsch              |           |
| 11        |                            | The Opportunists                      | First Look International    | Myles Connell     | Christopher Walken, Peter McDonald, Anne Pitoniak, Kate Burton               |           |
| 11        | Pornográf viszony          | Une liaison pornographique            | Fine Line Features          | Frédéric Fonteyne | Nathalie Baye, Sergi López, Jacques Viala, Paul Pavel                        |           |
| 16        |                            | The Ballad of Ramblin' Jack           | Lot 47 Films                | Aiyana Elliott    | Jack Elliott, Gil Gross, Arlo Guthrie, Kris Kristofferson                    |           |
| 18        | A sejt                     | The Cell                              | New Line Cinema             | Tarsem Singh      | Jennifer Lopez, Vince Vaughn, Vincent D’Onofrio, Colton James                |           |
| 18        |                            | Godzilla 2000: Millenium              | Sony Pictures Entertainment | Okavara Takao     | Murata Takehiro, Abe Hirosi, Nisida Naomi, Szuzuki Maju                      |           |
| 18        |                            | The Original Kings of Comedy          | Paramount Pictures          | Spike Lee         | Steve Harvey, D. L. Hughley, Cedric the Entertainer, Bernie Mac              |           |
| 18        |                            | Steal This Movie                      | Lionsgate                   | Robert Greenwald  | Vincent D’Onofrio, Janeane Garofalo, Jeanne Tripplehorn, Kevin Pollak        |           |
| 18        |                            | Tera Jadoo Chal Gayaa                 | Video Sound                 |                   | Abhisek Baccsan, Kirti Reddy, Sanjay Suri, Kader Khan                        |           |
| 19        |                            | Gang Land                             | Indican Pictures            | Art Camacho       | Damon Jones, Dave Oren Ward, Davidlee Willson, Aimee Chaffin                 |           |
| 25        | A harc mestere             | The Art of War                        | Warner Bros.                | Christian Duguay  | Wesley Snipes, Donald Sutherland, Maury Chaykin, Anne Archer                 |           |
| 25        | Hajrá, csajok!             | Bring It On                           | Universal Pictures          | Steve Rash        | Kirsten Dunst, Eliza Dushku, Jesse Bradford, Gabrielle Union                 |           |
| 25        | Kereszttaták               | The Crew                              | Walt Disney                 | Michael Dinner    | Richard Dreyfuss, Burt Reynolds, Dan Hedaya, Seymour Cassel                  |           |
| 25        |                            | Hamara Dil Aapka Paas Hai             | Eros Worldwide              |                   | Anil Kapoor, Aisvarja Rai, Sonali Bendre, Puru Rajkumar                      |           |
| 25        |                            | Love & Sex                            | Lionsgate                   | Valerie Breiman   | Famke Janssen, Jon Favreau, Noah Emmerich, Ann Magnuson                      |           |
| 25        |                            | Bittersweet Motel                     |                             | Todd Phillips     | Trey Anastasio, John Fishman, Mike Gordon, Page McConnell                    |           |
| 25        |                            | Smiling Fish & Goat on Fire           |                             | Kevin Jordan      | Derick Martini, Steven Martini, Amy Hathaway, Heather Moudy                  |           |
| 25        |                            | Solomon a Gaenor                      | Sony Pictures Entertainment | Paul Morrison     | Ioan Gruffudd, Nia Roberts, Sue Jones-Davies, William Thomas                 |           |

### Szeptember
| Dátum      | Magyar cím                         | Eredeti cím                                                | Stúdió / Forgalmazó         | Rendező                       | Főszereplők                                                                     | [ 7 ]      |
| Szeptember | Szeptember                         | Szeptember                                                 | Szeptember                  | Szeptember                    | Szeptember                                                                      | Szeptember |
| ---------- | ---------------------------------- | ---------------------------------------------------------- | --------------------------- | ----------------------------- | ------------------------------------------------------------------------------- | ---------- |
| 1          |                                    | Whipped                                                    | Destination Films           | Peter M. Cohen                | Amanda Peet, Brian Van Holt, Jonathan Abrahams, Zorie Barber                    |            |
| 1          | Hegylakó 4. – A játszma vége       | Highlander: Endgame                                        | Miramax                     | Doug Aarniokoski              | Christopher Lambert, Adrian Paul, Bruce Payne, Lisa Barbuscia                   |            |
| 1          |                                    | Hochelaga                                                  | Cinéma Libre                | Michel Jetté                  | Dominic Darceuil, David Boutin, Ronald Houle, Jean-Nicolas Verreault            |            |
| 1          |                                    | Titanic Town                                               | Shooting Gallery            | Roger Mitchell                | Julie Walters, Ciarán Hinds, Nuala O’Neill, James Loughran                      |            |
| 1          |                                    | Dark Days                                                  | Pam Pictures                | Marc Singer                   | Marc Singer                                                                     |            |
| 6          |                                    | Backstage                                                  | Miramax                     | Chris Fiore                   | Jay-Z, DMX, Method Man, Redman                                                  |            |
| 8          | A leskelődő                        | The Watcher                                                | Universal Pictures          | Joe Charbanic                 | James Spader, Keanu Reeves, Marisa Tomei, Ernie Hudson                          |            |
| 8          | Hullahegyek, fenegyerek            | The Way of the Gun                                         | Artisan Entertainment       | Christopher McQuarrie         | Ryan Phillippe, Benicio del Toro, Juliette Lewis, Taye Diggs                    |            |
| 8          | Betty nővér                        | Nurse Betty                                                | USA Films                   | Neil LaBute                   | Renée Zellweger, Morgan Freeman, Chris Rock, Greg Kinnear                       |            |
| 8          |                                    | Turn It Up                                                 | New Line Cinema             | Robert Adetuyi                | Pras Michel, Ja Rule, Jason Statham, Vondie Curtis-Hall                         |            |
| 8          |                                    | Fiza                                                       | Video Sound                 | Khalid Mohammed               | Karisma Kapoor, Hritik Rosan, Jaya Bachchan, Shabana Raza                       |            |
| 8          |                                    | This Is Spinal Tap                                         | Metro-Goldwyn-Mayer         | Rob Reiner                    | Rob Reiner, Michael McKean, Christopher Guest, Kimberly Stringer                |            |
| 8          | Anatómia                           | Anatomie                                                   | Sony Pictures Entertainment | Stefan Ruzowitzky             | Franka Potente, Benno Fürmann, Anna Loos, Sebastian Blomberg                    |            |
| 8          |                                    | Solas                                                      | IDP Distribution            | Benito Zambrano               | María Galiana, Ana Fernández, Carlos Álvarez-Nóvoa, Antonio Dechent             |            |
| 13         |                                    | Paragraph 175                                              | New Yorker Films            | Rob Epstein, Jeffrey Friedman | Rupert Everett, Klaus Müller, Karl Gorath, Pierre Seel                          |            |
| 15         | Csali                              | Bait                                                       | Warner Bros.                | Antoine Fuqua                 | Jamie Foxx, David Morse, Robert Pastorelli, Doug Hutchison                      |            |
| 15         | Tuti duók                          | Duets                                                      | Walt Disney                 | Bruce Paltrow                 | Huey Lewis, Gwyneth Paltrow, Paul Giamatti, Andre Braugher                      |            |
| 15         | Majdnem híres                      | Almost Famous                                              | DreamWorks                  | Cameron Crowe                 | Billy Crudup, Patrick Fugit, Kate Hudson, Frances McDormand                     |            |
| 15         |                                    | Karobaar: The Business of Love                             | Eros Worldwide              | Rakesh Roshan                 | Juhi Chawla, Anil Kapoor, Risi Kapur, Tinnu Anand                               |            |
| 15         |                                    | Urbania                                                    | Lionsgate                   | Jon Shear, Philippe Denham    | Dan Futterman, Scott Denny, Paige Turco, Sam Ball                               |            |
| 15         | Kész cirkusz                       | Circus                                                     | Sony Pictures Entertainment | Rob Walker                    | John Hannah, Famke Janssen, Peter Stormare, Eddie Izzard                        |            |
| 15         |                                    | Into the Arms of Strangers: Stories of the Kindertransport | Warner Bros.                | Mark Jonathan Harris          | Judi Dench                                                                      |            |
| 15         |                                    | Goya en Burdeos                                            | Sony Pictures Entertainment | Carlos Saura                  | Francisco Rabal, Jose Coronado, Dafne Fernández, Eulàlia Ramon                  |            |
| 15         |                                    | A Piece of Eden                                            | Film Acres                  | John D. Hancock               | Marc Grapey, Rebecca Harrell Tickell, Tyne Daly, Frederic Forrest               |            |
| 15         | Legyél velem!                      | Baise-moi                                                  | WinStar Cinema              | Virginie Despentes            | Raffaëla Anderson, Karen Lancaume, Céline Beugnot, Adama Niane                  |            |
| 15         | Napkitörés                         | Solarmax                                                   |                             | John Weiley                   | Alex Scott                                                                      |            |
| 15         | Ízlés dolga                        | Le Goût des autres                                         | Miramax                     | Agnès Jaoui                   | Anne Alvaro, Jean-Pierre Bacri, Alain Chabat, Agnès Jaoui                       |            |
| 22         | Rémségek könyve 2. – A végső vágás | Urban Legends: Final Cut                                   | Sony Pictures Entertainment | John Ottman                   | Jennifer Morrison, Matt Davis, Hart Bochner, Loretta Devine                     |            |
| 22         | Terítéken a nő                     | Woman on Top                                               |                             | Fina Torres                   | Penélope Cruz, Murilo Benício, Harold Perrineau, Mark Feuerstein                |            |
| 22         | Az ördögűző: Rendezői változat     | The Exorcist: Director's Cut                               | Warner Bros.                |                               | Ellen Burstyn, Max von Sydow, Linda Blair, Lee J. Cobb                          |            |
| 22         |                                    | Uninvited Guest                                            |                             | Timothy Wayne Folsome         | Mekhi Phifer, Mari Morrow, Mel Jackson, Malinda Williams                        |            |
| 22         | Meggyanúsítva                      | Under Suspicion                                            | Lionsgate                   | Stephen Hopkins               | Morgan Freeman, Gene Hackman, Thomas Jane, Monica Bellucci                      |            |
| 22         |                                    | The Fantasticks                                            | Metro-Goldwyn-Mayer         | Michael Ritchie               | Joel Grey, Barnard Hughes, Jean Louisa Kelly, Joey McIntyre                     |            |
| 22         |                                    | Prince of Central Park                                     |                             | John Leekley                  | Kathleen Turner, Danny Aiello, Cathy Moriarty, Frankie Nasso                    |            |
| 22         | Táncos a sötétben                  | Dancer in the Dark                                         | Fine Line Features          | Lars von Trier                | Björk, Catherine Deneuve, David Morse, Peter Stormare                           |            |
| 22         |                                    | The Specials                                               | Regent Releasing            | Craig Mazin                   | Rob Lowe, Thomas Haden Church, Paget Brewster, Jordan Ladd                      |            |
| 22         |                                    | Left Luggage                                               | Castle Hill Productions     | Jeroen Krabbé                 | Laura Fraser, Adam Monty, Isabella Rossellini, Jeroen Krabbé                    |            |
| 22         | A Vendome tér asszonya             | Place Vendôme                                              | Empire Pictures Inc.        | Nicole Garcia                 | Catherine Deneuve, Jean-Pierre Bacri, Emmanuelle Seigner, Jacques Dutronc       |            |
| 29         | Emlékezz a Titánokra!              | Remember the Titans                                        | Walt Disney                 | Boaz Yakin                    | Denzel Washington, Will Patton, Wood Harris, Ryan Hurst                         |            |
| 29         | Mindent a szépségért               | Beautiful                                                  | Destination Films           | Sally Field                   | Minnie Driver, Hallie Eisenberg, Joey Lauren Adams, Kathleen Turner             |            |
| 29         |                                    | Promenons-nous dans les bois                               | Phaedra Cinema              | Lionel Delplanque             | Marie Trintignant, Suzanne MacAleese, Maud Buquet, Alexia Stresi                |            |
| 29         | A bunyós csaj                      | Girlfight                                                  | Screen Gems                 | Karyn Kusama                  | Michelle Rodriguez, Douglas Santiago, Jamie Tirelli, Paul Calderon              |            |
| 29         | Nem kutya                          | Best in Show                                               | Warner Bros.                | Christopher Guest             | Fred Willard, Eugene Levy, Catherine O’Hara, Jennifer Coolidge                  |            |
| 29         | Barátságpróba                      | The Broken Hearts Club: A Romantic Comedy                  | Sony Pictures Classics      | Greg Berlanti                 | Timothy Olyphant, Dean Cain, Zach Braff, Ben Weber                              |            |
| 29         |                                    | Maelström                                                  | Alliance Atlantis Vivafilm  | Dennis Villeneuve             | Marie-Josée Croze, Jean-Nicolas Verreault, Stephanie Morgenstern, Pierre Lebeau |            |
| 29         |                                    | Cleopatra's Second Husband                                 | Indican Pictures            | Jon Reiss                     | Paul Hipp, Bitty Schram, Jonathan Penner, Nancye Ferguson                       |            |
| 29         | Karácsonyi kavarodás               | La Bûche                                                   | Empire Pictures Inc.        | Danièle Thompson              | Sabine Azéma, Emmanuelle Béart, Charlotte Gainsbourg, Claude Rich               |            |

### Október
| Dátum   | Magyar cím                                          | Eredeti cím                    | Stúdió / Forgalmazó      | Rendező                            | Főszereplők                                                             | [ 7 ]   |
| Október | Október                                             | Október                        | Október                  | Október                            | Október                                                                 | Október |
| ------- | --------------------------------------------------- | ------------------------------ | ------------------------ | ---------------------------------- | ----------------------------------------------------------------------- | ------- |
| 6       | Apádra ütök                                         | Meet the Parents               | Universal Pictures       | Jay Roach                          | Ben Stiller, Robert De Niro, Teri Polo, Blythe Danner                   |         |
| 6       | Get Carter                                          | Get Carter                     | Warner Bros.             | Stephen Kay                        | Sylvester Stallone, Rachael Leigh Cook, Miranda Richardson, Rhona Mitra |         |
| 6       | Digimon: Az igazi film                              | Digimon: The Movie             | 20th Century Fox         | Hoszoda Mamoru, Jamaucsi Sigejaszu | Lara Jill Miller, Joshua Seth, Bob Papenbrook, David Lodge              |         |
| 6       |                                                     | CyberWorld                     | IMAX                     | Colin Davies, Elaine Despins       | Jenna Elfman, Matt Fewer, Rob Smith, David Foley                        |         |
| 6       |                                                     | Shikari                        | Eros Worldwide           | N. Chandra                         | Govinda, Tabu, Karisma Kapoor, Shweta Menon                             |         |
| 6       | Afro-tv                                             | Bamboozled                     | New Line Cinema          | Spike Lee                          | Damon Wayans, Savion Glover, Jada Pinkett Smith, Michael Rapaport       |         |
| 6       | Bakancstánc                                         | Bootmen                        | Fox Searchlight Pictures | Dein Perry                         | Vaughan Sheffield, Christian Patterson, Lisa Perry, Sam Worthington     |         |
| 6       | Tigrisek földjén                                    | Tigerland                      | 20th Century Fox         | Joel Schumacher                    | Colin Farrell, Matt Davis, Clifton Collins Jr., Tom Guiry               |         |
| 6       | Rekviem egy álomért                                 | Requiem for a Dream            | Artisan Entertainment    | Darren Aronofsky                   | Ellen Burstyn, Jared Leto, Jennifer Connelly, Marlon Wayans             |         |
| 6       |                                                     | Taboo                          | New Yorker Films         | Ósima Nagisza                      | Kitano Takesi, Macuda Rjúhei, Takeda Sindzsi, Aszano Tadanobu           |         |
| 6       | Lábuk előtt hever a világ/Mindent Éváról (ismétlés) | All About Eve                  |                          | Joseph L. Mankiewicz               | Bette Davis, Anne Baxter, George Sanders, Celeste Holm                  |         |
| 6       |                                                     | Yi Yi: A One and a Two...      | WinStar Cinema           | Edward Yang                        | Nien-Jen Wu, Elaine Jin, Ogata Isszei, Kelly Lee                        |         |
| 6       |                                                     | Live Nude Girls Unite!         | First Run                | Vicky Funari, Julia Query          | Julia Query, Jane, Siobhan Brooks, Kristina                             |         |
| 6       | Taxi 2.                                             | Taxi 2                         | Lionsgate                | Gérard Krawczyk                    | Samy Naceri, Frédéric Diefenthal, Emma Wiklund, Marion Cotillard        |         |
| 6       |                                                     | Two Family House               | Lionsgate                | Raymond De Felitta                 | Michael Rispoli, Kelly Macdonald, Kathrine Narducci, Kevin Conway       |         |
| 13      | A csajozás ásza                                     | The Ladies Man                 | Paramount Pictures       | Reginald Hudlin                    | Tim Meadows, Karyn Parsons, Billy Dee Williams, John Witherspoon        |         |
| 13      | Sátáni játszma                                      | Lost Souls                     | New Line Cinema          | Janusz Kamiński                    | Winona Ryder, Ben Chaplin, Sarah Wynter, Philip Baker Hall              |         |
| 13      | A manipulátor                                       | The Contender                  | DreamWorks               | Rod Lurie                          | Joan Allen, Gary Oldman, Jeff Bridges, Christian Slater                 |         |
| 13      | Dr. T és a nők                                      | Dr. T & the Women              | Artisan Entertainment    | Robert Altman                      | Richard Gere, Helen Hunt, Farrah Fawcett, Laura Dern                    |         |
| 13      | Billy Elliot                                        | Billy Elliot                   | Focus Features           | Stephen Daldry                     | Jamie Bell, Julie Walters, Jean Heywood, Jamie Draven                   |         |
| 13      | Patkányfogó                                         | Ratcatcher                     | First Look International |                                    | Tommy Flanagan, Mandy Matthews, William Eadie, Michelle Stewart         |         |
| 20      | A bájkeverő                                         | Bedazzled                      | 20th Century Fox         | Harold Ramis                       | Brendan Fraser, Elizabeth Hurley, Frances O’Connor, Miriam Shor         |         |
| 20      | A jövő kezdete                                      | Pay It Forward                 | Mimi Leder               | Warner Bros.                       | Kevin Spacey, Haley Joel Osment, Helen Hunt, Jay Mohr                   |         |
| 20      | Részeges karatemester 2.                            | Jui Kuen II                    | Miramax                  | Lau Kar-leung                      | Jackie Chan, Ho-Sung Pak, Lung Ti, Anita Mui                            |         |
| 20      | A bűn állomásai                                     | The Yards                      | Miramax                  | James Gray                         | Mark Wahlberg, Joaquin Phoenix, Charlize Theron, James Caan             |         |
| 20      |                                                     | Calle 54                       | Miramax                  | Fernando Trueba                    | Michel Camilo, Tito Puente, Arturo O’Farrill, Rolando Guerrero          |         |
| 20      | Állati kiképzés                                     | Animal Factory                 | Silver Nitrate           | Steve Buscemi                      | Willem Dafoe, Edward Furlong, Danny Trejo, Mark Boone Junior            |         |
| 25      |                                                     | Sound and Fury                 | Artistic License         | Josh Aronson                       | Jaime Leigh Allen, Jemma Braham, Freeda Cat, Scott Davidson             |         |
| 27      | Blair Witch – Ideglelés 2.                          | Book of Shadows: Blair Witch 2 | Artisan Entertainment    | Joe Berlinger                      | Jeffrey Donovan, Stephen Barker Turner, Erica Leerhsen, Kurt Loder      |         |
| 27      | Telitalálat                                         | Lucky Numbers                  | Paramount Pictures       | Nora Ephron                        | John Travolta, Lisa Kudrow, Tim Roth, Ed O’Neill                        |         |
| 27      |                                                     | The Little Vampire             | New Line Cinema          | Uli Edel                           | Jonathan Lipnicki, Rollo Weeks, Richard E. Grant, Jim Carter            |         |
| 27      |                                                     | Loving Jezebel                 | Focus Features           | Kwyn Bader                         | Hill Harper, Laurel Holloman, David Moscow, Nicole Ari Parker           |         |
| 27      | Karácsonyi lidércnyomás (ismétlés)                  | The Nightmare Before Christmas | Walt Disney              | Henry Selick                       | Danny Elfman, Chris Sarandon, Catherine O’Hara, William Hickey          |         |
| 27      |                                                     | Mohabbatein                    | Yash Raj Films           | Aditya Chopra                      | Amitábh Baccsan, Sáhruh Khán, Uday Chopra, Jugal Hansraj                |         |
| 27      |                                                     | Zamani barayé masti-e asbha    |                          | Bahman Ghobadi                     | Ayoub Ahmadi, Rojin Younessi, Amaneh Ekhtiar-dini, Madi Ekhtiar-dini    |         |
| 27      | Egyszer az életben                                  | Once in the Life               | Lionsgate                | Laurence Fishburne                 | Eamonn Walker, Laurence Fishburne, Gregory Hines, Michael Paul Chan     |         |
| 27      |                                                     | Stardom                        | Lionsgate                | Denys Arcand                       | Jessica Paré, Victoria Snow, Jessica Mackenzie, Macha Grenon            |         |
| 27      |                                                     | Vénus beauté (institut)        | Lot 47 Films             |                                    | Nathalie Baye, Bulle Ogier, Samuel Le Bihan, Jacques Bonnaffé           |         |
| 27      |                                                     | A Room for Romeo Brass         | USA Films                | Shane Meadows                      | Martin Arrowsmith, Dave Blant, Darren Campbell, Paddy Considine         |         |
| 27      |                                                     | George Washington              | Cowboy Pictures          | David Gordon Green                 | Candace Evanofski, Donald Holden, Damian Jewan Lee, Curtis Cotton III   |         |
| 31      |                                                     | Mercy Streets                  | Providence Entertainment | Jon Gunn                           | Eric Roberts, David A. R. White, Cynthia Watros, Shiek Mahmud-Bey       |         |

### November
| Dátum    | Magyar cím                  | Eredeti cím                    | Stúdió / Forgalmazó         | Rendező                     | Főszereplők                                                           | [ 7 ]    |
| November | November                    | November                       | November                    | November                    | November                                                              | November |
| -------- | --------------------------- | ------------------------------ | --------------------------- | --------------------------- | --------------------------------------------------------------------- | -------- |
| 3        | Charlie angyalai            | Charlie's Angels               | Sony Pictures Entertainment | McG                         | Cameron Diaz, Drew Barrymore, Lucy Liu, Bill Murray                   |          |
| 3        | Bagger Vance legendája      | The Legend of Bagger Vance     | DreamWorks                  | Robert Redford              | Will Smith, Matt Damon, Charlize Theron, Bruce McGill                 |          |
| 3        |                             | Boesman and Lena               | Kino International          | John Berry                  | Danny Glover, Angela Bassett, Willie Jonah, Graham Weir               |          |
| 3        |                             | Kippur                         | Kino International          | Amos Gitai                  | Liron Levo, Tomer Russo, Uri Klauzner, Yoram Hattab                   |          |
| 3        |                             | Blue Moon                      | Castle Hill Productions     | John A. Gallagher           | Ben Gazzara, Rita Moreno, Alanna Ubach, Brian Vincent                 |          |
| 3        |                             | Restless                       | Arrow Releasing             | Jule Gilfillan              | Catherine Kellner, Elizabeth Sung, David Wu, Sarita Choudhury         |          |
| 10       | Sátánka – Pokoli poronty    | Little Nicky                   | New Line Cinema             | Steven Brill                | Adam Sandler, Patricia Arquette, Harvey Keitel, Rhys Ifans            |          |
| 10       | A vörös bolygó              | Red Planet                     | Warner Bros.                | Antony Hoffman              | Val Kilmer, Carrie-Anne Moss, Tom Sizemore, Benjamin Bratt            |          |
| 10       | Férfibecsület               | Men of Honor                   | 20th Century Fox            | George Tillman Jr.          | Cuba Gooding Jr., Robert De Niro, Charlize Theron, Aunjanue Ellis     |          |
| 10       |                             | Kurukshetra                    | Eros Worldwide              | Mahesh Manjrekar            | Mukesh Rishi, Szandzsaj Dutt, Mahima Chaudhry, Om Puri                |          |
| 10       | Számíthatsz rám             | You Can Count on Me            | Paramount Classics          | Kenneth Lonergan            | Laura Linney, Matthew Broderick, Amy Ryan, Michael Countryman         |          |
| 10       |                             | Looking for an Echo            | Regent Releasing            | Martin Davidson             | Armand Assante, Diane Venora, Joe Grifasi, Tom Mason                  |          |
| 10       |                             | Himalaya: L'Enfance d'un chef  | Lionsgate                   | Éric Valli                  | Thilen Lhondup, Gurgon Kyap, Lhakpa Tsamchoe, Karma Wangel            |          |
| 17       | A Grincs                    | How the Grinch Stole Christmas | Universal Pictures          |                             | Jim Carrey, Taylor Momsen, Kelley, Jeffrey Tambor                     |          |
| 17       | A fecsegő tipegők Párizsban | Rugrats in Paris               | Paramount Pictures          | Stig Bergqist, Paul Demeyer | Christine Cavanaugh, Elizabeth Daily, Cheryl Chase, Tara Strong       |          |
| 17       | A hatodik napon             | The 6th Day                    | Sony Pictures Entertainment | Roger Spottiswoode          | Arnold Schwarzenegger, Michael Rapaport, Tony Goldwyn, Michael Rooker |          |
| 17       | Szívörvény                  | Bounce                         | Miramax                     | Don Roos                    | Ben Affleck, Gwyneth Paltrow, Natasha Henstridge, Edward Edwards      |          |
| 17       |                             | What's Cooking?                | Lionsgate                   | Gurinder Chadha             | Joan Chen, Julianna Margulies, Mercedes Ruehl, Victor Rivers          |          |
| 17       |                             | Kahin Pyaar Na Ho Jaaye        | Eros Worldwide              | K. Muralimohana Rao         | Kashmira Shah, Szalmán Hán, Jackie Shroff, Ráni Mukherdzsi            |          |
| 17       |                             | One Day in September           | Sony Pictures Classics      | Kevin Macdonald             | Michael Douglas, Ankie Spitzer, Jamal Al Gashey, Gerald Seymour       |          |
| 22       | A sebezhetetlen             | Unbreakable                    | Walt Disney                 | M. Night Shyamalan          | Bruce Willis, Samuel L. Jackson, Robin Wright, Spencer Treat Clark    |          |
| 22       | 102 kiskutya                | 102 Dalmatians                 | Walt Disney                 | Kevin Lima                  | Glenn Close, Gérard Depardieu, Ioan Gruffudd, Alice Evans             |          |
| 22       |                             | The Weekend                    | Strand Releasing            | Brian Skeet, Brian C. Skeet | Gena Rowlands, Deborah Kara Unger, Brooke Shields, Jared Harris       |          |
| 24       | Sade márki játékai          | Quills                         | Fox Searchlight Pictures    | Philip Kaufman              | Geoffrey Rush, Kate Winslet, Joaquin Phoenix, Michael Caine           |          |
| 24       |                             | Waydowntown                    | Odeon                       | Gary Burns                  | Fab Filippo, Don McKellar, Marya Delver, Gordon Currie                |          |

### December
| Dátum    | Magyar cím                         | Eredeti cím                | Stúdió / Forgalmazó         | Rendező                       | Főszereplők                                                               | [ 7 ]    |
| December | December                           | December                   | December                    | December                      | December                                                                  | December |
| -------- | ---------------------------------- | -------------------------- | --------------------------- | ----------------------------- | ------------------------------------------------------------------------- | -------- |
| 1        | Pánik                              | Panic                      | Roxie Releasing             | Henry Bromell                 | William H. Macy, Neve Campbell, John Ritter, Donald Sutherland            |          |
| 1        | Egy nehéz nap éjszakája (ismétlés) | A Hard Day's Night         | Miramax                     | Richard Lester                | John Lennon, Paul McCartney, George Harrison, Ringo Starr                 |          |
| 8        | Túszharc                           | Proof of Life              | Warner Bros.                | Taylor Hackford               | Meg Ryan, Russell Crowe, David Morse, Pamela Reed                         |          |
| 8        | Jég és föld között                 | Vertical Limit             | Sony Pictures Entertainment | Martin Campbell               | Scott Glenn, Chris O’Donnell, Bill Paxton, Robin Tunney                   |          |
| 8        | Sárkányok háborúja                 | Dungeons & Dragons         | New Line Cinema             | Courtney Solomon              | Justin Whalin, Jeremy Irons, Zoe McLellan, Bruce Payne                    |          |
| 8        | Tigris és sárkány                  | Wo Hu Tsang Lung           | Sony Pictures Classics      | Ang Lee                       | Chow Yun-fat, Michelle Yeoh, Csang Ce-ji, Csang Csen                      |          |
| 8        |                                    | Boys Life 3                | Strand Releasing            | Gregory Crooke, David Fourier | Cléo Delacruz, Aurélien Bianco, Jean-Marc Delacruz, Elise Laurent         |          |
| 8        |                                    | Spring Forward             | IFC Films                   | Tom Gilroy                    | Campbell Scott, Ned Beatty, Liev Schreiber, Ian Hart                      |          |
| 8        | Blöff                              | Snatch                     | Screen Gems                 | Guy Ritchie                   | Jason Statham, Brad Pitt, Stephen Graham, Vinnie Jones                    |          |
| 15       | Mi kell a nőnek?                   | What Women Want            | Paramount Pictures          | Nancy Meyers                  | Mel Gibson, Helen Hunt, Marisa Tomei, Alan Alda                           |          |
| 15       | Eszeveszett birodalom              | The Emperor's New Groove   | Walt Disney                 | Mark Dindal                   | David Spade, John Goodman, Eartha Kitt, Patrick Warburton                 |          |
| 15       | Hé, haver, hol a kocsim?           | Dude, Where's My Car?      | 20th Century Fox            | Danny Leiner                  | Ashton Kutcher, Seann William Scott, Jennifer Garner, Marla Sokoloff      |          |
| 15       | Csokoládé                          | Chocolat                   | Miramax                     | Lasse Hallström               | Juliette Binoche, Johnny Depp, Judi Dench, Alfred Molina                  |          |
| 15       | Pollock                            | Pollock                    | Sony Pictures Classics      | Ed Harris                     | Ed Harris, Marcia Gay Harden, Robert Knott, Molly Regan                   |          |
| 22       | Számkivetett                       | Cast Away                  | 20th Century Fox            | Robert Zemeckis               | Tom Hanks, Helen Hunt, Paul Sanchez, Lari White                           |          |
| 22       | Beépített szépség                  | Miss Congeniality          | Warner Bros.                | Donald Petrie                 | Sandra Bullock, Michael Caine, Benjamin Bratt, Candice Bergen             |          |
| 22       | Segítség, apa lettem!              | The Family Man             | Universal Pictures          | Brett Ratner                  | Nicolas Cage, Téa Leoni, Don Cheadle, Jeremy Piven                        |          |
| 22       | Drakula 2000                       | Dracula 2000               | Miramax                     | Patrick Lussier               | Gerard Butler, Justine Waddell, Jonny Lee Miller, Christopher Plummer     |          |
| 22       | Fedezd fel Forrestert!             | Finding Forrester          | Sony Pictures Entertainment | Gus Van Sant                  | Sean Connery, Rob Brown, F. Murray Abraham, Anna Paquin                   |          |
| 22       | Ennyi!                             | State and Main             | Fine Line Features          | David Mamet                   | Philip Seymour Hoffman, William H. Macy, Rebecca Pidgeon, Michael Higgins |          |
| 22       | Maléna                             | Malèna                     | Miramax                     | Giuseppe Tornatore            | Monica Bellucci, Giuseppe Sulfaro, Luciano Federico, Matilde Piana        |          |
| 22       | Örök darab                         | An Everlasting Piece       | DreamWorks                  | Barry Levinson                | Barry McEvoy, Brían F. O’Byrne, Anna Friel, Pauline McLynn                |          |
| 22       | Mielőtt leszáll az éj              | Before Night Falls         | Fine Line Features          | Julian Schnabel               | Javier Bardem, Johnny Depp, Olatz López Garmendia, Giovani Florido        |          |
| 22       | Tizenhárom nap – Az idegháború     | Thirteen Days              | New Line Cinema             | Roger Donaldson               | Kevin Costner, Bruce Greenwood, Shawn Driscoll, Drake Cook                |          |
| 22       | Az Öröm háza                       | The House of Mirth         | Sony Pictures Classics      | Terence Davies                | Gillian Anderson, Dan Aykroyd, Eleanor Bron, Terry Kinney                 |          |
| 22       | Ó, testvér, merre visz az utad?    | O Brother, Where Art Thou? | Walt Disney                 | Coen testvérek                | George Clooney, John Turturro, Tim Blake Nelson, John Goodman             |          |
| 22       | Rossz álmok                        | The Gift                   | Paramount Classics          | Sam Raimi                     | Cate Blanchett, Katie Holmes, Keanu Reeves, Giovanni Ribisi               |          |
| 25       | Vad lovak                          | All the Pretty Horses      | Miramax                     | Billy Bob Thornton            | Matt Damon, Penélope Cruz, Henry Thomas, Angelina Torres                  |          |
| 25       | Vatel                              | Vatel                      | Miramax                     | Roland Joffé                  | Gérard Depardieu, Uma Thurman, Tim Roth, Julian Glover                    |          |
| 27       | Traffic                            | Traffic                    | USA Films                   | Steven Soderbergh             | Michael Douglas, Benicio del Toro, Catherine Zeta-Jones, Jacob Vargas     |          |
| 29       |                                    | Raju Chacha                | Eros Worldwide              | Anil Devgan                   | Kajol, Ajay Devgn, Risi Kapur, Tiku Talsania                              |          |
| 29       |                                    | Khiladi 420                | Eros Worldwide              | Neeraj Vora                   | Akshay Kumar, Mahima Chaudhry, Antara Mali, Sudhanshu Pandey              |          |
| 29       | A vámpír árnyéka                   | Shadow of the Vampire      | Lionsgate                   | E. Elias Merhige              | John Malkovich, Willem Dafoe, Udo Kier, Cary Elwes                        |          |
| 29       |                                    | Chunhyang                  | Lot 47 Films                | Im Kwon-taek                  | Eun-hie Choi, Jin Kyu Kim, Kum-Bong Do, Jank-kang Heo                     |          |
| 29       |                                    | The Claim                  | Metro-Goldwyn-Mayer         | Michael Winterbottom          | Wes Bentley, Peter Mullan, Ron Anderson, Marty Antonini                   |          |

### További bemutatók
| Magyar cím        | Eredeti cím           | Rendező           | [ 7 ] |
| ----------------- | --------------------- | ----------------- | ----- |
| Bíbor folyók      | Les rivières pourpres | Mathieu Kassovitz |       |
| Mambo Café        | Mambo Café            | Reuben Gonzalez   |       |
| Mementó           | Memento               | Christopher Nolan |       |
| Salsa             | Salsa                 | Joyce Buñuel      |       |
| A síró ember      | The Man Who Cried     | Sally Potter      |       |
| Végzetes végjáték | The Luzhin Defence    | Marleen Gorris    |       |

## Díjak, fesztiválok
- Oscar-díj
  - legjobb film: Amerikai szépség
  - legjobb rendező: Sam Mendes – Amerikai szépség
  - legjobb férfi főszereplő: Kevin Spacey – Amerikai szépség
  - legjobb női főszereplő: Hilary Swank – A fiúk nem sírnak
- Golden Globe-díj:
  - Dráma:
  - legjobb film: Amerikai szépség
  - legjobb férfi főszereplő: Denzel Washington – Hurrikán
  - legjobb női főszereplő: Hilary Swank – A fiúk nem sírnak
  - Musical vagy vígjáték:
  - legjobb film: Toy Story – Játékháború 2.
  - legjobb férfi főszereplő: Jim Carrey – Ember a Holdon
  - legjobb női főszereplő: Janet McTeer – Tumbleweeds
- BAFTA-díj
  - legjobb film: Amerikai szépség
  - legjobb férfi főszereplő: Kevin Spacey – Amerikai szépség
  - legjobb női főszereplő: Annette Bening – Amerikai szépség
- 25. César-gála (február 26.)
  - Film: Vénusz Szépségszalon, rendezte Tonie Marshall
  - Rendező: Tonie Marshall, Vénusz Szépségszalon
  - Férfi főszereplő: Daniel Auteuil, Lány a hídon
  - Női főszereplő: Karin Viard, Fel a fejjel!
  - Külföldi film: Mindent anyámról, rendezte Pedro Almodóvar
- 2000-es cannes-i filmfesztivál
- Velencei Nemzetközi Filmfesztivál
- Berlini Nemzetközi Filmfesztivál
- 2000-es Magyar Filmszemle

## Halálozások
- január 4. – Faludy László, magyar színész, érdemes művész
- január 5. – Bernhard Wicki, osztrák színész, rendező
- január 10. – Sam Jaffe, 98, producer, ügynök
- január 18. – Gaál Albert, magyar filmrendező
- január 19. – Hedy Lamarr, osztrák–amerikai színésznő
- február 10. – Jim Varney, amerikai színész
- február 11. – Roger Vadim, 72, francia filmrendező
- február 11. – Bernardino Zapponi, 72, olasz forgatókönyvíró
- március 5. – Lolo Ferrari, francia fotómodell, színésznő
- március 6. – John Colicos, 71, kanadai színész
- március 9. – Soproni Ágnes, magyar színésznő
- március 15. – Latabár Kálmán, ifj., magyar színész
- március 20. – Gene "Eugene" Andrusco, kanadai színész, énekes
- március 27. – Ian Dury, 57, angol színész
- április 8. – Claire Trevor, amerikai színésznő
- április 10. – Larry Linville, amerikai színész
- április 10. – Peter Jones, angol színész, forgatókönyvíró
- április 12. – Christopher Pettiet, amerikai színész
- április 18. – Pártos Erzsi, magyar színésznő
- május 21. – Sir John Gielgud, 96, brit színész
- május 25. – Nicholas Clay, 53, brit színész
- június 7. – Markos Miklós, filmrendező, forgatókönyvíró
- június 29. – Vittorio Gassman, 78, olasz színész
- július 1. – Walter Matthau, 79, amerikai színész
- július 16. – Pataky Imre, Kossuth- és Jászai Mari-díjas magyar bábszínész, szinkronszínész
- július 17. – Pascale Audret, francia színésznő
- július 20. – Bodor Tibor, magyar színész, szinkronszínész, tanár
- augusztus 5. – Sir Alec Guinness, 86, brit színész
- augusztus 12. – Loretta Young, amerikai színésznő
- szeptember 26. – Komlós András, magyar színművész
- október 1. – Czigány Judit, magyar színésznő
- október 6. – Richard Farnsworth, amerikai színész
- október 10. – Farkas Ferenc, kétszeres Kossuth-díjas zeneszerző
- november 8. – Prókai Annamária, magyar színésznő
- december 2. – Hankó Attila, magyar színész
- december 3. – Jun Fukuda, japán filmrendező
- december 6. – Werner Klemperer, német színész
- december 11. – David Lewis, amerikai színész
- december 12. – Halász László, magyar színművész, komikus
- december 26. – Leo Gordon, amerikai színész
- december 26. – Jason Robards, amerikai színész
- december 28. – Bod Teréz, magyar színésznő